# Sichere Wegfahrzeit
Die Sichere Wegfahrzeit (englisch safe drive away time, SDAT) oder auch minimale Wegfahrzeit (englisch minimum drive away time, MDAT) bezieht sich auf die Wartezeit, welche nach dem Einbau einer Windschutzscheibe zum Beispiel nach einer Windschutzscheibenersatzverglasung nötig ist, um sicherzustellen, dass das Fahrzeug nach Installation wieder betriebssicher ist.

## Technischer Hintergrund
Die Anwendung von Klebstoffen zur Verklebung von Windschutzscheiben und Heckscheiben ist heute im Automobilbau Standard. Gegenüber allen anderen, früher angewandten Methoden, hat sich das Verkleben weltweit schon sehr früh durchgesetzt. Das Einkleben der Scheiben leistet einen nicht unwesentlichen Beitrag zur strukturellen Festigkeit des Fahrzeuges.
Airbags explodieren mit Geschwindigkeiten bis zu 340 km/h und führen zu einer starken Belastung der Windschutzscheibe des Fahrzeugs. Die Insassen des Fahrzeugs schlagen nach 50 Millisekunden nach Explosion in den Airbag. Das ist der Grund, warum die Hauptbelastung bei einem Straßenverkehrsunfall auf die Windschutzscheibe hauptsächlich von den Insassen herrührt. Um die Insassen zu schützen, muss die Windschutzscheibe, welche in der Regel eingeklebt ist, diese Kräfte aushalten. Im Falle einer Ersatzverglasung hat diese Verklebung möglicherweise erst kurze Zeit vor dem Unfall stattgefunden. Aus diesem Grund ist es wichtig, dass die sichere Wegfahrzeit des Scheibenklebstoffes bekannt ist. Diese sichere Wegfahrzeit bezieht sich auf die Wartezeit, welche nach einer Ersatzverglasung einzuhalten ist, bis das Fahrzeug wieder als Betriebssicher gilt. Die Kriterien zur Sicherstellung der Sicherheit des Klebstoffsystems sind für den US-amerikanischen Markt in den Federal Motor Vehicle Safety Standards (FMVSS) 212/208 der National Highway Traffic Safety Administration festgelegt. Üblicherweise wird die SDAT mittels Crashtest oder Hochgeschwindigkeitslaborversuch festgestellt.
Die durch die Insassen auf die Scheibe wirkenden Kräfte sind natürlich geringer, wenn die Insassen angegurtet sind. Deshalb informieren Klebstoffhersteller normalerweise ihre Kunden, welcher Sicherheitslevel erreicht wurde.
Beispiele
- Standard erfüllt FMVSS 212/208 mit angegurteten Crashtest-Dummys
- Standard erfüllt FMVSS 212/208 mit nicht angegurteten Crashtest-Dummy[4]